# Meteorologiåret 1911

## Händelser

### Januari
- Januari – 395 millimeter nederbördsmängd faller över Riksgränsen, Sverige vilket innebär månadsnederbördsrekord för svenska Lapplands bebodda trakter [1].
- 10 januari – I Rapid City, South Dakota, USA faller termometern med 27.2 C° (49 F°) på 15 minuter, vilket blir världens snabbaste temperatursänkning [2].
- 11 januari - Köldrekord för Alberta, Kanada uppmäts med -61.1 °C i Fort Vermillion [3].
- 12 januari – I Rapid City, South Dakota, USA faller termometern från +49°C till -13 °C [4].
- 24 januari – I Mosul uppmäts temperaturen -17.6°C (0.3 °F), vilket blir Iraks lägst uppmätta temperatur någonsin [5].

### Mars
- 11 mars – Ett snödjup på 11.455 millimeter (451 in) uppmäts i Tamarack, Kalifornien, USA vilket blir nytt amerikanskt rekord [6].
- 22 mars – I Lakadh uppmäts temperaturen −33.9 °C (−27.4 °F), vilket blir Indiens lägst uppmätta temperatur någonsin [7].

### Augusti
- 9 augusti - Storbritannien upplever England sin dittills varmaste dag någonsin med + 36.7 °C i Raunds, Epsom och Canterbury [8].

### September
- 17 september – Hagelkorn stora som basebollar faller över i Minnesota, USA och förstör fönsterrutorna vid ett hotell och en high school [9].

### Okänt datum
- En stormflod slår till mot Danmark [10].

## Födda
- 15 mars – Harry Wexler, amerikansk meteorolog och atmosfärforskare.
- 19 juni – Alf Nyberg, svensk meteorolog och chef för SMHI 1955-1977.
- 24 september – Artturi Similä, sverigefinsk meteorolog, författare och politisk aktivist.

### Fotnoter
1. ↑  SMHI
2. ↑  Handy Weather Answer Book
3. ↑  ”Dan, Dan the Weatherman's Canadian Weather Trivia Page”. Arkiverad från originalet den 9 september 2013. https://web.archive.org/web/20130909001246/http://www.dandantheweatherman.com/cantriv.html. Läst 23 februari 2011.
4. ↑  National Weather Service, "South Dakota Weather History and Trivia"; Barbara Tufty, 1001 questions answered about hurricanes, tornadoes, and other natural air disasters (Courier Dover Publications, 1987) p286
5. ↑  Masters, Jeff (7 augusti 2010). ”National heat records set in 2010”. Weather Underground. Arkiverad från originalet den 20 augusti 2010. https://web.archive.org/web/20100820002618/http://www.wunderground.com/blog/JeffMasters/comment.html?entrynum=1569. Läst 12 augusti 2010.
6. ↑  National Climate Extremes Committee Arkiverad 29 augusti 2009 hämtat från the Wayback Machine.. National Climatic Data Center. Läst 4 februari 2011.
7. ↑  Extreme Weather Events Arkiverad 4 mars 2016 hämtat från the Wayback Machine. India Meteorological Department
8. ↑  Met Office
9. ↑  ”Arkiverade kopian”. Arkiverad från originalet den 26 juli 2010. https://web.archive.org/web/20100726102501/http://www.climate.umn.edu/pdf/day_in_weather_history/september_wx_history.pdf. Läst 16 februari 2011.
10. ↑  ”DMI”. Arkiverad från originalet den 2 juni 2006. https://web.archive.org/web/20060602201641/http://www.dmi.dk/dmi/index/viden/stormflodstema-2/historiske_stormfloder.htm. Läst 17 februari 2011.